# Dominique Meyer (biologiste)
Pour les articles homonymes, voir Meyer et Dominique Meyer.
Dominique Meyer, née le 5 octobre 1939 à Gérardmer (Vosges) est une biologiste française, membre de l’Académie des sciences,.

## Biographie
Médecin et chercheur, elle a été à la fois directrice d’une unité de recherche de l’Inserm à l’hôpital Bicêtre et chef du service d’hématologie biologique à l’hôpital Antoine Béclère. Elle a fait de nombreux travaux au Scripps Research Institute de La Jolla en Californie et a présidé de 1992 à 1994 la Société internationale de thrombose et d'hémostase. Elle a été présidente du conseil scientifique de la Fondation pour la recherche médicale, présidente du conseil d’administration de l’Inserm, vice-présidente du conseil d’administration de l’Institut Curie, membre de l’institut universitaire de France, membre du comité d’éthique du CNRS, membre du conseil économique, social et environnemental et déléguée à l’information scientifique et à la communication de l’Académie des sciences.

### Carrière professionnelle
Dominique Meyer est actuellement[évasif] professeur émérite d’hématologie à l’université Paris XI, membre du conseil scientifique de l’Office parlementaire d’évaluation des choix scientifiques et technologiques (OPECST) et membre de l’Institut de France dont elle a présidé la Commission administrative centrale en 2019.
Ses travaux, mondialement connus, ont été consacrés à l’étude de l’hémostase et plus particulièrement à l’analyse de l’une des protéines en jeu, le facteur de Willebrand,, objet central de ses recherches sur les mécanismes moléculaires assurant l’équilibre entre hémorragie et thrombose.

## Distinctions

### Prix
- Prix Montyon de l'Académie des Sciences 1993[14].
- Grand Prix Claude Bernard de la ville de Paris pour la recherche médicale[réf. nécessaire].
- Robert P. Grant Medal of the International Society on thrombosis and haemostasis[15].
- Prix Recherche et Médecine de l'Institut des sciences de la santé[réf. nécessaire].

### Décorations
- Grand-croix de la Légion d'honneur. Elle est élevée à la dignité de grand-croix de la Légion d’honneur en décembre 2023[16], après avoir été élevée à la dignité de grande officière par décret du 13 juillet 2016[17],[18]. Elle était chevalière du 28 mars 1997[19], puis est promue officière le 13 juillet 2005[20], et commandeure le 13 juillet 2011[21].
- Grand-croix de l'ordre national du Mérite (2020)[22]. Elle est élevée à la dignité de grand croix par décret du 31 décembre 2020. Elle était officière par décret du 14 novembre 2000[23] puis commandeure par décret du 14 novembre 2008[24].
- Membre du Conseil de l’Ordre de la Légion d’honneur de 2010 à 2016[réf. nécessaire].